# Mandatsvig
Mandatsvig er en formueforbrydelse som består i, at man som forvalter af en andens formue giver denne et tab for at give sig selv eller andre en gevinst. Rollen som forvalter kan i princippet ligge hos enhver, som handler som fuldmægtig, men ses i denne sammenhæng hyppigst hos ledelsen for en virksomhed, forening eller fond.
Mandatsvig er strafbart efter straffelovens § 280:
§ 280. For mandatsvig straffes [...] den, som for derigennem at skaffe sig eller andre uberettiget vinding påfører en anden formuetab
1) ved misbrug af en for ham skabt adgang til at handle med retsvirkning for denne eller
2) ved i et formueanliggende, som det påhviler ham at varetage for den anden, at handle mod dennes tarv.
Strafferammen er fængsel i op til et år og seks måneder, jf. § 285 og i særlige grove tilfælde op til otte år, jf. § 286, stk. 2
Tidligere borgmester i Farum Kommune Peter Brixtofte blev i 2006 dømt for mandatsvig, i det byretten fandt, at han havde overført penge fra et byggeprojekt finansieret af skatter til Farum Boldklub som uofficiel støtte til klubben. Denne afgørelse blev i 2007 stadfæstet i Østre Landsret.